# Kultur- und Heimatpflege des Bezirks Oberfranken
Die Kultur- und Heimatpflege des Bezirks Oberfranken ist eine Einrichtung des Bezirks Oberfranken mit Sitz in Bayreuth. Ihre Aufgaben umfassen Erhalt, Pflege, Vermittlung und Förderung des
Kulturguts.

## Geschichte
Die Kultur- und Heimatpflege ist in der Bayerischen Bezirksordnung als Aufgabe der Bezirke festgelegt und wurde vom Bezirk Oberfranken immer verfolgt. Es kam jedoch erst durch den Erlass des Bayerischen Denkmalschutzgesetzes 1973 zur Schaffung der Stelle eines hauptamtlichen Bezirksheimatpflegers, die 1975 erstmals besetzt wurde. Der Bezirksheimatpfleger sollte „die Kenntnis des oberfränkischen Kulturgutes verbreiten, sich für dessen Erhaltung einsetzen, mit den bestehenden Institutionen auf dem Gebiet der Heimat-, Kunst- und Denkmalpflege zusammenarbeiten und den Bezirk in Fragen der Kultur-und Heimatpflege beraten.“
2020 beschloss der Bezirkstag von Oberfranken die Einrichtung eines Kulturausschusses. Dieser berät und entscheidet über die allgemeine Ausrichtung und bestimmte Projekte der Kultur- und Heimatpflege.

## Tätigkeitsgebiete
Die Kultur- und Heimatpflege des Bezirks Oberfranken ist vermittelnd, beratend und forschend in den nachfolgenden Gebieten tätig.

### Musik
Seit 1982 betreibt der Bezirk die Internationale Musikbegegnungsstätte Haus Marteau in der ehemaligen Künstlervilla des Geigers Henri Marteau (1874–1934) in Lichtenberg im Landkreis Hof. Es fällt seit 1998 in die Zuständigkeit der Kultur- und Heimatpflege. Seitdem werden dort jährlich etwa 40 Meisterkurse für klassische Musik angeboten. Das Haus soll „im Gedenken an die vielen Meisterkurse, die Henri Marteau hier abgehalten hatte, wieder der Schulung und Ausbildung von Musikern dienen.“
Darüber hinaus probt seit 1984 in der Woche vor Ostern des Jugendsymphonieorchesters Oberfranken (JSO) und erarbeitet ein Programm für die Abschlusskonzerte am Osterwochenende. Seit 2002 findet außerdem alle drei Jahre der Internationale Violinwettbewerb Henri Marteau statt, für den der Bezirk Oberfranken 2007 die Trägerschaft übernahm.
Seit 1998 kümmert sich ein ehrenamtlicher Popularmusikbeauftragter um die Förderung der Popularmusik. Er organisiert und begleitet jedes Jahr den 2002 geschaffenen Wettbewerb „Rock in Oberfranken“ (RIO!), bei dem Bands aus Oberfranken mit eigenen Liedern auftreten und auf Clubtour gehen.
Als Ansprechpartner für Volksmusik stehen Musikanten und Musikgruppen zwei ehrenamtliche Volksmusikpfleger beratend zur Seite. Gemeinsam mit den Bezirken Mittelfranken und Unterfranken betreibt der Bezirk Oberfranken außerdem die Forschungsstelle für fränkische Volksmusik mit Sitz in Uffenheim.

### Museumswesen
Für die Unterstützung der regionalen Museen ist die KulturServiceStelle zuständig. Sie hat ihren Sitz im Museum für bäuerliche Arbeitsgeräte des Bezirks Oberfranken. Die KulturServiceStelle berät die Museen in Oberfranken, initiierte die Ausstellungsinitiativen BLAU und ERDE, konzipierte die Ausstellung Patente Franken und organisiert regelmäßig Fortbildungen und fachliche Tagungen wie die Banzer Museumsgespräche. 2014 ging die von der KulturServiceStelle entwickelte Web-App MUSbi.de an den Start. Es handelt sich dabei um ein museales Fachportal für Lehrkräfte und Schüler, das mittlerweile auch von den Bezirken Oberpfalz, Niederbayern und Unterfranken genutzt wird.
Das Museum für bäuerliche Arbeitsgeräte wurde 1975 eröffnet und liegt am westlichen Stadtrand von Bayreuth. In der historischen Scheune des Anwesens werden Geräte der bäuerlichen Land- und Hauswirtschaft gezeigt. Im Rahmen des Pilotprojekts „Lernwerkstatt Museum und Schule“ entwickelt das Museum für bäuerliche Arbeitsgeräte zeitgemäße museumspädagogische Module. Im Zuge dieses Projektes wurde auch der Garten des Museums als Heilkräutergarten neu angelegt.

### Denkmalpflege
Der Bezirk förderte von 1953 bis 1999 Denkmalpflegemaßnahmen. Auf Grund eines großen Rückstaus in der Antragsbearbeitung und Auszahlung der Fördergelder verfügte der Bezirkstag dann jedoch einen Antragsstopp.
2020 beschloss der Bezirkstag die Einrichtung eines Denkmalpflegepreises. Mit diesem sollen jedes Jahr bis zu 13 vorbildliche Projekte der Denkmalpflege (eines pro Landkreis/kreisfreier Stadt) ausgezeichnet werden. Das Preisgeld beträgt 5000 Euro.

### Regionalgeschichte
Auch die oberfränkische Geschichte zählt zum Aufgabenbereich der Kultur- und Heimatpflege. Neben zahlreichen wissenschaftlichen Publikationen gehört dazu auch der Aufbau der „FrankenBiografie“ – einer Datenbank, in der biografische Daten lokal und regional tätiger Personen gesammelt werden.

### Trachtenberatung
Die Trachtenberatung hat seit 2003 ihren Sitz in den Räumen des Bauernhofmuseums des Landkreises Bamberg in Frensdorf. Sie bietet neben individuellen Beratungen auch regelmäßig Kurse an, verschickt Schnittmuster, betreibt und fördert Trachtenforschung.

### Theater und Literatur
Dieser Bereich gehört ebenfalls zu der KulturServiceStelle. Im Fokus steht die Förderung und Beratung regionaler Theater, Schauspieler sowie Mundart-Autoren. Seit 1998 findet jährlich der Mundart-Theater-Tag in Zusammenarbeit mit der Arbeitsgemeinschaft Mundart-Theater Franken e. V. statt. 2015 kürte die KulturServiceStelle zum ersten Mal das Oberfränkische Wort des Jahres. Seitdem sind alle Bürger aufgerufen, Vorschläge dafür einzureichen, die dann von einer Jury gesichtet werden. Verkündet wird das oberfränkische Wort des Jahres durch den Bezirkstagspräsidenten.
Liste der bisherigen Wörter:
- 2015: „Wischkästla“ (Smartphone)
- 2016: „a weng weng“ (ein bisschen wenig)
- 2017: „urigeln“ (Bezeichnung für das Kribbeln von Händen und Fingern, wenn sie von der Kälte in die Wärme kommen)
- 2018: „derschwitzen“ (an Hitze zugrunde gehen)
- 2019: Sternlaschmeißer (Wunderkerze)
- 2020: „Fregger“ (Lausbub)

## Bezirksheimatpfleger
- 1975–1993: Dr. Albrecht Graf von und zu Egloffstein
- Seit 1994: Prof. Dr. Günter Dippold

## Publikationen (Auswahl)

### Wissenschaftliche Publikationen
- Günther Weiß (Hrsg.): Mitteilungen des Hauses Marteau in Lichtenberg/Ofr.:
  - Band 1: Festschrift zur Übergabe des Hauses Marteau an die Öffentlichkeit. Hans Schneider. Tutzing. 1982. ISBN 3-7952-0358-9
  - Band 2: Henri Marteau Gedenkjahr 1984. 110. Geburtstag – 50. Todestag. Hans Schneider. Tutzing. 1983. ISBN 3-7952-0407-0
  - Band 3: Katalog der Henri-Marteau-Ausstellung der Bayerischen Staatsbibliothek in München. Hans Schneider. Tutzing. 1984. ISBN 3-7952-0433-X
  - Band 4: Europäisches Jahr der Musik – Europäisches Jahr der Jugend 1985. Hans Schneider. Tutzing. 1985. ISBN 3-7952-0461-5
  - Band 5: Der Lehrer und Wegbereiter von Henri Marteau: Hubert Léonard. Hans Schneider. Tutzing. 1987. ISBN 3-7952-0523-9
  - Band 6: Henri Marteau als Komponist im Spiegel der Kritik. Eine Studie zum Begriff der „Einheit“ in der Musikkritik um 1900. Hans Schneider. Tutzing. 1991. ISBN 3-7952-0665-0
- Klemens Stadler, Albrecht Graf von und zu Egloffstein: Die Wappen der oberfränkischen Landkreise, Städte, Märkte und Gemeinden. 1990. ISBN 3-9251-6217-8
- Günter Dippold, Ulrich Wirz (Hrsg.): Die Revolution von 1848/49 in Franken. 2. Auflage 1999. ISBN 3-9804971-5-1
- Günther Weiß: Der große Geiger Henri Marteau. Ein Künstlerschicksal in Europa. Hans Schneider. Tutzing. 2002. ISBN 3-7952-1104-2.
- Richard Winkler: Die handgezeichneten Karten des Staatsarchives Bamberg bis 1780. 2005. ISBN 3-921635-86-1
- Ingrid Burger-Segl: Archäologische Streifzüge im Meranierland am Obermain. 2. Auflage 2006. ISBN 3-9804-9717-8
- Barbara Christoph, Günter Dippold (Hrsg.): Banzer Museumsgespräche:
  - Band 1: Museumsberatung – Chancen, Möglichkeiten und Grenzen. 2009. ISBN 9783941065055
  - Band 2: Museum und Schule – Erfolgreiche Partner? 2010. ISBN 9783941065079
  - Band 3: Geschichte im Museum – Objekte und Konstrukte. 2011. ISBN 9783941065109
  - Band 4: Das Museum in der Zukunft – neue Wege, neue Ziele!? ISBN 9783941065123
  - Band 5: HeimatMuseum – Vergangenheit und Zukunft. 2014. ISBN 9783941065130
  - Band 6: Grenzenloses Museum – Grenzüberschreitungen im vereinten Europa. 2015. ISBN 9783941065147
  - Band 7: Museum und Gesellschaft – Wandel und Kontinuität. 2016. ISBN 9783941065161
  - Band 8: Menschen im Museum – Museen für Menschen. 2018. ISBN 9783941065192
  - Band 9: Natur und Technik im Museum. 2019. ISBN 9783941065208
- Ingrid Bauriedel, Rüdiger Bauriedel: Die Tracht der Hummelbauern. 2009. ISBN 9783941065031
- Barbara Christoph, Heiko Weiß (Hrsg.): Ein Handbuch für die Zusammenarbeit von Museen und Schule. MUSbi – Museum bildet. 2017. ISBN 9783941065185

### Noteneditionen & Audio-CDs
- Konrad Böhm (Hrsg.): Volkstänze getanzt in Oberfranken. 1980.
- Erwin Zachmeier (Hrsg.): Die Notenhandschrift des Heinrich Nicol Philipp. 1985.
- Brandner Viergesang (Hrsg.): Brandner Löidaböichl. 2000.
- Arbeitsgemeinschaft Fränkische Volksmusik, Bezirk Oberfranken (Hrsg.): Selbergstrickta aus Nordost Oberfranken. 2011.
- Arbeitsgemeinschaft Fränkische Volksmusik, Bezirk Oberfranken (Hrsg.): Selbergstrickta aus dem Fichtelgebirge. 2011.
- SoloMusica (Hrsg.): Henri Marteau – Entdeckung eines Romantikers.
  - VOL. 1. 2016.
  - VOL. 2. 2017.
  - VOL. 3. 2018.
  - VOL. 4. 2018.
  - VOL. 5. 2021.
- Arbeitsgemeinschaft Fränkische Volksmusik, Bezirk Oberfranken (Hrsg.): Bodenständig. Kleine oberfränkische Blaskapellen. 2019.

### Ausstellungsführer & andere
- Günter Dippold, Ulrich Wirz (Hrsg.): Oberfränkische Weihnacht. 2004. ISBN 3980497119
- Ulrich Wirz: Henri Marteau – Leben und Vermächtnis. 2009. ISBN 9783941065321
- Barbara Christoph: Kasdawas erkundet Museen in Oberfranken. Bezirk Oberfranken. 2009. ISBN 9783941065024
- Barbara Christoph, Günter Dippold (Hrsg.): BLAU. Begleitband zur Ausstellungsinitiative des Bezirks Oberfranken. 2009. ISBN 9783941065048
- Barbara Christoph, Günter Dippold (Hrsg.): Erde. Begleitband zur Ausstellungsinitiative des Bezirks Oberfranken. 2011. ISBN 9783941065086
- Barbara Christoph (Hrsg.): Museen in Oberfranken. 2013. ISBN 9783941065093
- Barbara Christoph, Günter Dippold (Hrsg.): Patente Franken. 2017. ISBN 9783941065178